# Комплекс споруд садиби Арендтів-Ребець
Комплекс будівель садиби Арендт-Ребець — пам'ятка містобудування та архітектури в Сімферополі. Будинок, де жив засновник вітчизняного планеризму М. А. Арендт.
Займає ділянку між вул. К. Лібкнехта (Долгоруковська) № 14 і Карла Маркса (колишня Поліцейська), № 25.
Родова садиба Арендт, в якій народилися і жили багато нащадків А. Ф. Арендт. Сім'я Арендт залишила яскравий слід в історії медицини, науки, культури.
Ім'я Арендт було увічнено сучасниками в найменуванні сімферопольської вулиці в Новому місті (зараз вул. Дзержинського) і амбулаторії ім. Н. А. Арендт (будинок № 42 на вул. Пушкіна).

## Історія
Зі збережених документів відомо, що ця ділянка була в володінні Арендта в 1843 році, а в 1858 році тут вже існувала садиба.
Згідно з окладними і податковими книгами Сімферопольської міської управи садиба включала житловий будинок і службові будівлі.
Першим власником її був Андрій Федорович Арендт, брат петербурзького лейбмедика Н. Ф. Арендт.
Після смерті А. Ф. Арендта, згідно з архівними документами, власницею родової садиби стала його вдова — Мотрона Калістратівна Арендт, уроджена Баптізманська.

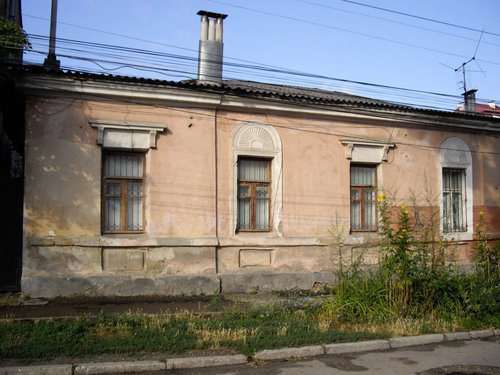
Будинок в Сімферополі, де народився Микола Андрійович (сторона на вул. Карла Лібкнехта)

За відомостями кримських істориків і краєзнавців Н. А. Арендт народився 1 жовтня 1833 року саме в родовій садибі на вул. Долгоруковській. Він прожив тут до закінчення Сімферопольської чоловічої гімназії в 1849 році.
Повернувся до Сімферополя в 1865 році. Незабаром одружився з Софією, благодійницею й письменницею, дочкою Таврійського віцегубернатора Сонцова Адріана Олександровича.
У 1891 році Микола і Софія Арендт жили в колишньому батьківському домі на вулиці Долгоруковській. В кінці 1891 року ці фірми поїхали на придбану ними невелику дачу Мегафулі під Ялтою (район селища Іссар). 12 грудня 1893 року М. А. Арендт помер і був похований на дачі (за радянських часів перепохований в Ялті на Полікуровському меморіалі).
Імовірно в садибі жили усі діти Андрія Федоровича і Мотрони Калістратівни Арендт, допоки не досягали зрілого віку або до придбавали житла.
В кінці XIX століття будинок Арендт викупив статський радник Ф. Я. Ребцем, відомий як заслужений учитель, викладач стародавніх мов в Сімферопольській чоловічій гімназії, знавець старожитностей, дійсної член Таврійської вченої архівної комісії, один з авторів першого путівника по місту Сімферополю «Третя навчальна екскурсія Сімферопольської чоловічої гімназії». Чоловік дочки Андрія Федоровича Арендта, Софії. Володіння викуплено у племінниць її. Ф. Я. Ребець збирався побудувати на придбаній ділянці великий будинок з боку вул. Катерининської, але помер 19 листопада 1899 року. Нинішній будинок № 25 на вул. Карла Маркса (раніше вул. Катерининська, № 29) зведений пані Ребець в 1900—1901 роках. У будинку на вул. Катерининській, 29 жили вона сама, її племінниця Н. К. Обольянінова (дочка сестри Наталії, у шлюбі Янушевської) і її падчерка Б. Ф. Ребець — дочка чоловіка по першому шлюбі.
Уся садиба (колишня Арендт), що включала територію від вул. Долгоруковської до вул. Єкатерининської (усього близько 500 сажнів) з усіма будівлями була заповідана С. А. Ребець богадільному будинку А. С. Таранова-Белозерова. Умовами заповіту були утримання в лікарні даної установи її нервовохворих пасинка Ф. Ф. Ребець (сина чоловіка від першого шлюбу), а також надання в довічне володіння будинку на вул. Катерининській її племінниці Н. К. Обольянінова і падчерки Б. Ф. Ребець.

### Радянська окупація
У 1921 році тут жив командувач військ Кримського району Київського військового округу Йона Еммануїлович Якір.
Надалі садиба націоналізована і поділена на окремі вісім квартир.
Рішенням Кримського облвиконкому № 164 від 15.04.1986 садиба Арендт внесена під номером 3072 до списку «Пам'яток місцевого і національного значення (архітектура і містобудування, історія, монументальне мистецтво)» як «Садиба Арендт (будинок, де з 1833 — по 1850-ті роки жив основоположник вітчизняного планеризму Н. А. Арендт)». Охоронна зона — у межах площі будівлі. На будівлю 14 на вул. Карла Лібкнехта була встановлена меморіальна табличка. У 2009 році табличка зі стіни будинку зникла.

### Україна
У 1998 році Республіканським комітетом у справах міжнаціональних відносин і депортованих громадян було прийнято рішення про створення Республіканського кримськотатарського музею мистецтв, для музею було підібрано житловий будинок — двоповерхова будівля садиби, що виходить на вул. Карла Маркса. Проект реконструкції та реставрації будівлі був оцінений у 380 тисяч у.о. Із державного бюджету було виділено на відселення мешканців з восьми квартир 20 мільярдів купонів (130 тисяч у. о.). Решту коштів шукали за програмою ООН із розвитку та інтеграції Криму. Будівля була віддана спочатку в оренду, а пізніше передана у власність афілійованої з кримськотатарським меджлісом структурі — благодійному фонду «Крим».
Будівельники розпочали роботи до того, як були вирішені фінансові та організаційні питання, розкрили дах будівлі, поставили будівельний паркан і зупинили роботи. Нові власники за словами очевидців, відкрили воду, аби розмити фундамент. Так у ті роки чинили з будівлями, які хотіли знищити, оголосивши аварійними. У наступні роки під впливом опадів стіни будівлі без даху почали руйнуватися.

Через 10 років, 23 жовтня 2008 вийшла постанова Верховної ради Автономної Республік Крим про приватизацію будівлі: 
 Фонду майна Автономної Республіки Крим при приватизації об'єкта — нежитлової будівлі, що перебуває на балансі Кримського республіканського закладу «Кримськотатарський музей мистецтв», переданого в користування за договором оренди благодійної організації «Фонд» Крим", розташованого за адресою: м. Сімферополь, вул. К. Маркса, 25, визначити однією з умов договору купівлі-продажу передачу безкоштовно до складу майна, що належить Автономній Республіці Крим, не менше 460 м² приміщень зазначеного будинку для розміщення Кримської республіканської установи «Кримськотатарський музей мистецтв» після завершення реконструкції будівлі на вул. К. Маркса, 25 у м Сімферополі. 
 У 2009 році будівлю викупив «Фонд» Крим" — благодійна національна організація, афільована з кримськотатарським Меджлісом. Директор фонду «Крим» Реза Шевкієв — племінник Мустафи Джемілєва, голови меджлісу.
На початку 2013 року у ЗМІ з'явилося повідомлення про плани фонд «Крим» знести садибу Арендта і почати будівництво дев'ятиповерхового будинку за фінансової допомоги найбільшої організації кримськотатарської діаспори в Туреччині — Федерації кримських товариств (KIDF). Її голова, великий турецький бізнесмен і мільйонер, Ібраїм Араджі в жовтні 2013 року зібрав у Сімферополі журналістів і пообіцяв найближчим часом побудувати «в престижному районі Сімферополя» кримськотатарський палац культури і мистецтв
Члени «Товариства захисту і збереження культурної спадщини» почали боротися за збереження садиби влітку 2012 року.

На думку громадського працівника, міська влада були також зацікавлена в знищенні садиби: 
 Схема вже обкатана, прецедент створено: спочатку міськрада судиться з власником, а, вигравши суд і заявивши, що «там навіть не споруда, а залишки будматеріалів» (Агєєв), готує громадську думку, і дає команду будівлю зруйнувати. А «будматеріали» складує, оголосивши, що «ми готові повернути їх власнику», напевно, на випадок можливих позовів власника. 
 29 січня 2013 року голова уряду Криму Анатолій Могильов заявив, що будинок Арендта на вулиці Карла Маркса в Сімферополі повинен бути відновлений у первісному вигляді : 
 З моєї точки зору, будинок цей має свої історичні корені і, за логікою, його необхідно відновити, щоб він був в тому вигляді, у якому перебував раніше. До мене приходили представники власника цього будинку, благодійної організації «Фонд» Крим", показували проекти: передбачається знести цей будинок і побудувати на його місці висотний будинок. Із точки зору здорового глузду в центрі Сімферополя, де розташовані максимум двох-, триповерхові будівлі, багатоповерхівка не зовсім буде вписуватися в архітектуру цього кварталу. Тому я кажу: якщо зібралися будувати будинок, то треба або зберегти вигляд старої будівлі, або зробити так, щоб новий будинок хоча б вписувався в загальний архітектурний вигляд цього кварталу. Він не повинен там стирчати, як вежа посеред поля. Це не нормально буде. 
 8 квітня 2013 року, за фактом «цинічного знищення старовинного сімферопольського комплексу-садиби Арендт меджлісівських фондом» Крим" у Генеральну прокуратуру України звернувся заступник директора Української філії Інституту країн СНД, депутат Верховної Ради Криму трьох скликань Олег Родівілов. У заяві наголошується, що будівлю будинку Арендта «було приведено орендарем в аварійний стан» і що в даний час власники фонду планують взагалі знести будинок, що став аварійним завдяки їх зусиллям, і побудувати на цьому місці офісно-торговий комплекс.
26 червня 2013 року на пленарному засіданні 63-ї сесії Сімферопольської міської ради прийнято рішення передати в оренду на 49 років «для реконструкції нежитлових будівель» під «Кримськотатарський культурний центр» з офісними приміщеннями та паркінгом земельну ділянку «орієнтовною площею» 0,16 га на вулиці Карла Маркса, 25, де розташована садиба.
У серпні 2013 року «Товариства захисту і збереження культурної спадщини» вдалося домогтися присвоєння дому Арендта статусу пам'ятки архітектури та історії.
Наказом Міністерства культури України від 14.08.2013 № 757 садиба оголошена пам'яткою історії, архітектури місцевого значення з номером у реєстрі нерухомих пам'яток № 30721-АР.
Власник будівлі, Фонд «Крим» відповідно до законодавства України повинен був підписати охоронний договір і забезпечити охоронні заходи будівлі. Замість цього він подав на Реском АРК з охорони культурної спадщини та Міністерство культури України позов до окружного адміністративного суду Сімферополя з вимогою рішення Мінкульту скасувати, і визнати дії відповідачів незаконними та протиправними. Вилучення об'єкта з реєстру дав би «Фонду» Крим "можливість знести садибу.
25 листопада 2013 року власник будівлі виграв позов проти Міністерства культури України в Окружному адміністративному суді Сімферополя, який скасував рішення про присвоєння дому Арендта статусу пам'ятки.
Але апеляційні скарги щодо цього рішення, крім Міністерства культури України, подали: Українське товариство охорони пам'яток історії та культури (УТОПіК, Київ), Товариство захисту і збереження культурної спадщини (ОЗІСКН, Сімферополь), Члени сім'ї Арендт в особі Марії Арендт (Москва). Громадська організація виграла позов в Севастопольському апеляційному адміністративному суді Республіки Крим, і будинок Арендта залишився в статусі пам'ятки історії та архітектури.
Після рішення апеляційного суду власник будівлі Фонд «Крим» кримськотатарського меджлісу зобов'язаний був або відновити будинок Арендта і розмістити там свій культурний центр, або повернути у власність міста в обмін на іншу, рівноцінну, ділянку, на якому вони зможуть реалізувати свої плани без шкоди своїх інтересів.
Після рішення апеляційного суду, мер Сімферополя Віктор Агєєв заявив, що влада кримської столиці виступають за збереження і відновлення будинку-садиби Миколи Арендта і міська влада готова надати фонду «Крим» під будівництво багатоповерхового кримськотатарського культурного центру будь-який інший ділянку на території Сімферополя.
Хоча садиба Арендт-Ребец була визнана об'єктом історичної та архітектурної спадщини, але від Фонду «Крим» навіть комітет з охорони культурної спадщини не міг отримати «охоронний договір».

### Російська окупація
З анексією Криму Росією окупаційною владою було прийнято Закон «Про об'єкти культурної спадщини в Республіці Крим», ст. 43 якого вказувала, що об'єкти, занесені в списки пам'яток культурної спадщини за часів Української РСР та України, приймаються під державну охорону відповідно до вимог Російської Федерації. Садиба була зареєстрована в Єдиному державному реєстрі культурної спадщини РФ під № 911720989200005.
1 листопада 2014 року члени «Товариства захисту і збереження культурної спадщини» звернулися до окупаційної влади — Сергія Аксьонова, мера В. Н. Агєєва, до Державного комітету з охорони культурної спадщини Республіки Криму, до прокурора Н. В. Поклонської з проханням вжити заходів до власника будівлі, що спонукали б його будинок зберегти, а разі відмови — вжити заходів, керуючись статтею 54 Федерального закону N 73-ФЗ «Про об'єкти культурної спадщини (пам'ятках історії та культури) народів Російської Федерації», згідно з якою «якщо власник об'єкта культурної спадщини, включеного до реєстру, не виконує вимог до збереження об'єкта, то орган виконавчої влади суб'єкта Російської Федерації, уповноважений в галузі охорони об'єктів культурної спадщини, звертається до суду з позовом про вилучення об'єкта у власника».

До 2014 року в деяких елементах головної будівлі садиби з'явилися тріщини: 
 Знищення будинків, що складають історичний вигляд старого Сімферополя, проходить зазвичай за стандартним планом. Їх продають приватним особам. Нові власники хочуть замість звичайного дво-, триповерхового особняка побудувати величезну офісну будівлю в центрі столиці, і починається стрімке руйнування будинку. Для цього зазвичай знімають дах, виставляючи старі стіни під дощ, спеку і мороз. Дають можливість всім кому не лінь розкрадати, а то і просто трощити і ламати заради забави. І чекають, коли будівля дійде до кондиції, яка дозволить власникам розвести руками: ну що поробиш, вже ніяка реконструкція неможлива. Найкращою ілюстрацією сказаного, ніж будинок Ребец-Арендт на Карла Маркса, не придумаєш. Стіни дихають на ладан, мабуть, до весни мета буде досягнута — будівля впаде. В результаті за кілька років з цілком пристойних будівель виходять руїни, які з чистим серцем будь-яка комісія визнає «аварійними» … Причому цей примітивний, але дієвий прийом використовується і з новішими, соціально значущими будівлями. Досить згадати зруйнований хлібозавод на вулиці Фрунзе і дитячий сад на вулиці Воровського, який передали інституту МВС. Обидві будівлі довели до аварійного стану, а потім отримали дозвіл на їх знесення — для нової забудови. 
 18 листопада 2014 року, голова Фонду «Крим» повідомив пресі, що йому вже присудили штраф в 350 тисяч рублів, за другою частиною позову до Фонду «Крим» загрожує штраф в п'ять мільйонів рублів. Пізніше стало відомо, що «Фонду» Крим "був присуджений штраф 4,5 мільйона рублів. Все майно і рахунки Фонду «Крим» були арештовані як захід для забезпечення позову.
Станом на 01.01.2015 садиба Арендт єдиний з 247 об'єктів культурної спадщини Сімферополя є аварійним і вимагає невідкладних ремонтно-реставраційних робіт (комплекс споруд садиби Арендт-Ребец, що включає: головний будинок на вул. К. Маркса, 25 літера «А»; північний флігель на вул. Долгоруковській, 14 літера «Б» і південний флігель на вул. Долгоруковській, 14 літери «Д», «Е» — пам'ятка історії і архітектури, обліковий номер 3072-АР).
На 2016 рік садиба залишалася у власності фонду «Крим».
Будівля й далі руйнується. На 2018 рік кримська влада не вжила жодних заходів консервації стану будівлі. За законодавством РФ пам'ятка може бути виключена з Держреєстру РФ тільки в разі, якщо вона повністю зруйнована.